# Ana Sofia de Hesse-Darmstadt
Ana Sofia de Hesse-Darmstadt (17 de dezembro de 1638 - 13 de dezembro de 1683) foi uma nobre alemã que reinou como princesa-abadessa de Quedlimburgo com o nome de Ana Sofia II.

## Primeiros anos
Ana foi educada como luterana num ambiente profundamente religioso, tornando-se mais tarde numa intelectual.

## Escrita
Em 1665, quando tinha dezassete anos, Ana Sofia entrou na Abadia de Quedlimburgo. Em 1658 publicou um livro sobre meditação espiritual chamado Der treue Seelenfreund Christus Jesus. Inicialmente os teólogos luteranos acharam o livro suspeito, argumentando que este se referia a homens e mulheres como iguais, mas depois aprovaram-no. Ana Sofia justificou o seu trabalho como era norma no século XVII, afirmando que se organizava de acordo com a ordem de Deus. Sendo abadessa e luterana ao mesmo tempo, Ana Sofia também defendeu a sua escolha de permanecer solteira no livro.

## Freira e abadessa
Ana Sofia viu a sua fé abalada quando a sua irmã mais velha, a condessa Isabel Amália de Hesse-Darmstadt, se converteu ao catolicismo, chegando mesmo a considerar deixar Quedlimburgo para seguir o exemplo da irmã, mas acabou por mudar de ideia.
Apesar de sofrer de "tosse crónica", Ana Sofia foi escolhida para suceder à princesa-abadessa Ana Sofia I na Abadia de Quedlimburgo em 1681, escolhendo a duquesa Ana Doroteia de Saxe-Weimar para sua assistente em 1683. Ana Sofia morreu no mesmo ano, depois de ter reinado durante dois anos e foi sucedida por Ana Doroteia.

## Genealogia
| Ana Sofia II, Abadessa de Quedlimburgo | Pai: Jorge II, Conde de Hesse-Darmstadt | Avô paterno: Luís V, Conde de Hesse-Darmstadt | Bisavô paterno: Jorge I, Conde de Hesse-Darmstadt   |
| Ana Sofia II, Abadessa de Quedlimburgo | Pai: Jorge II, Conde de Hesse-Darmstadt | Avô paterno: Luís V, Conde de Hesse-Darmstadt | Bisavó paterna: Madalena de Lippe                   |
| Ana Sofia II, Abadessa de Quedlimburgo | Pai: Jorge II, Conde de Hesse-Darmstadt | Avó paterna: Madalena de Brandemburgo         | Bisavô paterno: João Jorge, Eleitor de Brandemburgo |
| Ana Sofia II, Abadessa de Quedlimburgo | Pai: Jorge II, Conde de Hesse-Darmstadt | Avó paterna: Madalena de Brandemburgo         | Bisavó paterna: Isabel de Anhalt-Zerbst             |
| Ana Sofia II, Abadessa de Quedlimburgo | Mãe: Sofia Leonor da Saxónia            | Avô materno: João Jorge I, Eleitor da Saxônia | Bisavô materno: Cristiano I, Eleitor da Saxônia     |
| Ana Sofia II, Abadessa de Quedlimburgo | Mãe: Sofia Leonor da Saxónia            | Avô materno: João Jorge I, Eleitor da Saxônia | Bisavó materna: Sofia de Brandemburgo               |
| Ana Sofia II, Abadessa de Quedlimburgo | Mãe: Sofia Leonor da Saxónia            | Avó materna: Madalena Sibila da Prússia       | Bisavô materno: Alberto Frederico, Duque da Prússia |
| Ana Sofia II, Abadessa de Quedlimburgo | Mãe: Sofia Leonor da Saxónia            | Avó materna: Madalena Sibila da Prússia       | Bisavó materna: Maria Leonor de Cleves              |